# خوسيه إسترادا غونزاليس
خوسيه إسترادا غونزاليس هو لاعب كرة قاعدة كوبي، ولد في 6 ديسمبر 1971 في ماتانزاس في كوبا.

## وصلات خارجية
- خوسيه إسترادا غونزاليس على موقع أوليمبيديا (الإنجليزية)